# Tetillidae
Famille
Tetillidae est une famille d'animaux de l'embranchement des éponges (les éponges sont des animaux sans organes ou appareils bien définis).

## Liste des genres
Selon ITIS & WRMS:
- genre Acanthotetilla Burton, 1959
- genre Amphitethya Lendenfeld, 1907
- genre Antarctotetilla Carella, Agell, Cárdenas & Uriz, 2016
- genre Cinachyra Sollas, 1886
- genre Cinachyrella Wilson, 1925
- genre Craniella Schmidt, 1870
- genre Fangophilina Schmidt, 1880
- genre Levantiniella Carella, Agell, Cárdenas & Uriz, 2016
- genre Paratetilla Dendy, 1905
- genre Tetilla Schmidt, 1868